# Falsi allarmi
Falsi allarmi è il sesto album in studio di Alice, pubblicato nel 1983.

## Descrizione
Uscito nella stagione autunnale, dopo la vittoria della cantante, in coppia con Nada, alla gara canora Azzurro, l'album segna un temporaneo distacco da Franco Battiato, per quanto riguarda musica, testi e arrangiamenti, ai quali collabora Matteo Fasolino.
In Italia è stato estratto il singolo Il profumo del silenzio/Solo un'idea (numero 15), mentre in Germania uscì Carthago/Una sera di novembre (EMI 1C 006.1186397) e in Svizzera Solo un'idea/Notte a Roma (EMI 13C.200328). I primi due hanno veste grafica praticamente identica ed utilizzano la stessa foto del fronte copertina dell'LP. Totalmente differente il singolo svizzero, che adopera una foto inedita e veste grafica originale; sul retro sono presenti le date del tour europeo del 1984.
Osanna verrà inserita come lato B sull'edizione italiana del duetto col cantante tedesco Stefan Waggershausen Zu nah am Feuer (EMI 06.2000907); l'edizione tedesca, edita dall'Ariola sia come singolo che come disco mix 12", ha sul retro un pezzo cantato dal solo Waggershausen, Leider nur Liebe.
Del brano Notte a Roma verrà inserita una versione alternativa nell'album Elisir del 1987.

## Tracce
1. Solo un'idea (Alice, Fasolino, Alice) - 4:16
2. Osanna (Alice) - 3:25
3. La canzone più bella (Alice, Fasolino, Alice) - 5:04
4. Viaggio (Alice, Fasolino, Alice) - 4:10
5. Il profumo del silenzio (Alice, Fasolino, Alice) - 4:32
6. Carthago (Alice, Fasolino, Alice) - 3:19
7. Notte a Roma (Alice) - 4:25
8. Per favore non è amore (Alice) - 4:30

## Formazione
- Alice – voce, pianoforte
- Pino Santapaga – chitarra
- Matteo Fasolino – pianoforte, sintetizzatore
- Sergio Farina – chitarra
- Cosimo Fabiano – basso
- Alfredo Golino – batteria, percussioni, marimba
- Ricky Portera – chitarra (traccia 3)
- Maurizio Preti – percussioni
- Marco Dessenno – violoncello
- I Madrigalisti di Milano – cori

## Edizioni internazionali
La versione olandese dell'album (edita nel 1984) contiene un quinto brano sulla seconda facciata: I treni di Tozeur, duetto con Franco Battiato presentato con grande successo all'Eurovision Song Contest (5º posto); non viene inserita invece la canzone che fece da lato B al singolo, ovvero Le biciclette di Forlì, brano strumentale scritto dalla stessa Alice.
La seconda stampa tedesca, del 1984, ha in più, come ultima traccia, il brano Zu nah am Feuer. Edito su EMI-Electrola col numero di catalogo 1C 064.2600231. La canzone in più è segnalata anche sul fronte copertina con una piccola fascetta diagonale.
La prima stampa tedesca è del tutto identica all'edizione italiana, per scaletta e veste grafica.  EMI-Electrola 1C 064.1186291.